# Vigevano
Vigevano est une ville italienne de la province de Pavie, dans la région de Lombardie, en Italie.

## Géographie
Vigevano se situe dans la Lomelline, petite partie de la province de Pavie entourée des fleuves Sesia, Ticino et Po, à 35 km au sud-ouest de Milan, sur la rive occidentale du Tessin.

## Histoire
En 1293, la commune confie la charge de capitaine du peuple et la seigneurie à Matteo Visconti. En 1341, Luchino Visconti y entreprend d'importantes transformations. L'enceinte est reconstruite et la vieille citadelle est transformée en château pour recevoir les seigneurs de Milan qui viennent y séjourner régulièrement. L'ancien donjon devient le château Visconti, une puissante forteresse de plan rectangulaire, cantonnée de quatre tours carrées aux angles, qui domine la petite ville à laquelle il est relié depuis 1347 par une voie surélevée et couverte de 164 mètres de long. 
Francesco Sforza réside régulièrement à Vigevano où les forêts proches lui permettent d'assouvir sa passion de la chasse. Plusieurs de ses fils y naissent dont Ludovico. Galeazzo Maria y séjurne volontiers. Le château est agrandi pour accueillir la cour. deux écuries monumentales encadrent son enceinte. Ludovico s'y installe quand il devient le tuteur de son neveau Giangaleazzo, avant de prendre le pouvoir à Milan. En 1492, il décide de transformer sa ville natale et fait construire la Piazza Grande. Sur une inscription placée sur la principale entrée du château en 1492, il explique qu'après avoir établi la paix, il a apporté la fertilité aux champs autour de Vigevano en canalisant les rivières, puis a reconstruit le château et l'a doté d'une tour, et a fait une ville splendide en construisant des maisons et des rues et en démolissant les vieux bâtiments autour de la place, reconstruite avec des arcades.  
Il fait construire des canaux dans la campagne jusqu'alors peu fertile, y introduit des plantes et des animaux à partir de 1470 sur des terres données à son père Francesco Sforza par la commune. Le centre de l'activité agricole est la villa Sforzesca, bâtiment rectangulaire avec des tours à chaque angle, achevée en 1486. C'est une véritable ferme avec ses granges, ses étables, ses écuries. Elle est dotée d'un labyrinthe d'arbres, de mûriers pour l'élevage du ver à soie, d'une retraite champêtre et d'un pavillon de chasse. À l'origine, la villa possédait des créneaux et un pont-levis. Le duc vend le produit de ses terres à Pavie, à Milan et dans d'autres villes à des conditions très avantageuses.  
Ludovico fait reconstruire le vieux château qui domine la cité pour y séjourner pour la chasse et y recevoir des hôtes prestigieux comme le roi de France Charles VIII en 1494.La tour qui domine la place de Vigevano est reconstruite entre 1476 et 1491. Le chantier connait son apogée entre 1476 et 1497, année de son achèvement. Il entreprend des négociations avec le pape en 1490 pour faire de la cité un siège épiscopal, l'église Sant'Ambrogio sur la place devenant une cathédrale avec un palais. Il fait paver les rues, démolir les portiques qui les bordent et encourage ses courtisans à y construire des maisons dont il ne reste presque rien. Lorenzo Orfeo Mozzanica, commissaire général des taxes, fait édifier sa propre demeure près de la Porta Cesarea; Iacobetto d'Atella, un condottiere, s'installe en dehors de la Porta Nuova et le gendre de Ludovico, Galeazzo Sanseverino, y fait construire une maison. Certaines demeures sont offertes aux courtisans en récompense de leurs services.   
Il projette aussi des constructions religieuses pour la ville comme Santa Maria della Misericordia et la chapelle de l'Immaculée Conception à San Francesco de Vigevano. Santa Maria della Misericordia  a été inspirée par Fra Bernardino da Feltre qui y avait prêché contre les blasphémateurs en présence de Giangaleazzo Sforza. Le duc avait pris des mesures contre eux et les amendes avaient servi à financer le début de la construction, mais c'est Ludovico qui réalise véritablement le projet qui est terminé en 1508 par Giangiacomo Trivulzio, autre condottiere milanais.    
Ludovico n'a pas les moyens de financer ses projets. Il oblige la commune à y participer, force les habitants à accepter la démolition de leur maison et les nouveaux plans de reconstruction de ses ingénieurs. Il agit par décrets, soulevant des protestations et doit négocier avec la commune en permanence en l'affranchissant de taxes pour la faire céder.
En 1645, la ville est assiégée par les troupes françaises.

## Monuments
- Piazza Ducale (Place Ducale)
- Château des Sforza (Château de la famille Sforza)
- Torre del Bramante (Tour de Bramante, du nom de l'architecte qui en termina les plans).

## Économie
Vigevano est connue pour être la capitale italienne de la chaussure. Elle fut aussi la ville de fondation de la bière Peroni en 1846. Vigevano a été pendant des siècles l'un des pôles de référence pour la fabrication lombarde et italienne : c'est Ludovico il Moro qui a introduit l'industrie de la soie dans la capitale de Lomelline, qui à côté de la tradition déjà consolidée de la laine contribuera à attribuer une physionomie bien définie à un des principaux centres industriels du nord de l'Italie. Le secteur le plus important de l'économie de Vigevano est le secteur de la chaussure avec la production de chaussures, accessoires, matériaux et machines pour chaussures. Déjà active au début du XXe siècle, la fabrication de chaussures a commencé à s'imposer pendant la Première Guerre mondiale, pour atteindre son apogée dans les années cinquante, en même temps que l'exportation de dizaines de millions de chaussures en Italie et à l'étranger qui a permis à Vigevano pour gagner le titre de capitale de la chaussure. Dans les décennies suivantes, notamment à partir des années 1970, avec le déplacement progressif de la production vers les pays en développement et une forte concurrence interne, une crise de plus en plus profonde du secteur s'est déclenchée. Malgré cela, la ville et les municipalités voisines sont encore aujourd'hui l'une des références de l'industrie italienne de la chaussure, grâce également à une spécialisation dans l'industrie de la chaussure mécanique qui a conduit Vigevano à être un leader mondial dans la production de machines pour chaussures. L'agriculture est principalement axée sur la production de riz, étant donné la vaste étendue des rizières à Lomellina. Il convient également de noter que le Cassolnovo voisin est indiqué comme le site probable de la première rizière italienne. De 1961 à 1984, il exploite l'usine de télévision Mäkelä à Vigevano.

## Évêché
- Diocèse de Vigevano
- Cathédrale de Vigevano

## Culture
Un film d'Elio Petri sorti en 1963, Il maestro di Vigevano, se déroule dans la ville. Il est lui-même adapté du roman homonyme de Lucio Mastronardi (it) paru en 1962.
Chaque année, aux mois de mai et d'octobre, Vigevano organise le jeu du Palio.

## Administration
| Période                                  | Période      | Identité                | Étiquette     | Qualité |
| ---------------------------------------- | ------------ | ----------------------- | ------------- | ------- |
| 16 avril 2000                            | 28 mars 2010 | Ambrogio Cotta Ramusino | Centro-Destra |         |
| 12 avril 2010                            | En cours     | Andrea Sala             | Lega Nord     |         |
| Les données manquantes sont à compléter. |              |                         |               |         |

### Hameaux
Piccolini, Morsella, Fogliano, Sforzesca, Buccella.

### Communes limitrophes
Abbiategrasso, Bereguardo, Besate, Borgo San Siro, Cassolnovo, Cilavegna, Gambolò, Gravellona Lomellina, Morimondo, Mortara, Motta Visconti, Parona.

## Jumelages
- Wenzhou (Chine) ;
- Ficarra (Italie) ;
- Matera (Italie).

## Personnalités nées à Vigevano
- Uberto Decembrio (vers 1350 - 1427), homme politique, écrivain et humaniste.
- Eleonora Duse (1858 - 1924), comédienne, rivale de Sarah Bernhardt, et considérée comme l'une des plus grandes actrices de son temps.
- Famille Colli : importante famille de la noblesse, influente essentiellement aux XIIIe, XIVe et XVe siècles, qui fut proche du pouvoir de Ludovic Sforza, dit "le More". De cette famille descend la famille Colli d'Alexandrie (Piémont) qui a fourni plusieurs chefs militaires.
- Gian-Carlo Rota (1932 - 1999), important mathématicien et philosophe du XXe siècle.

## Galerie de photos

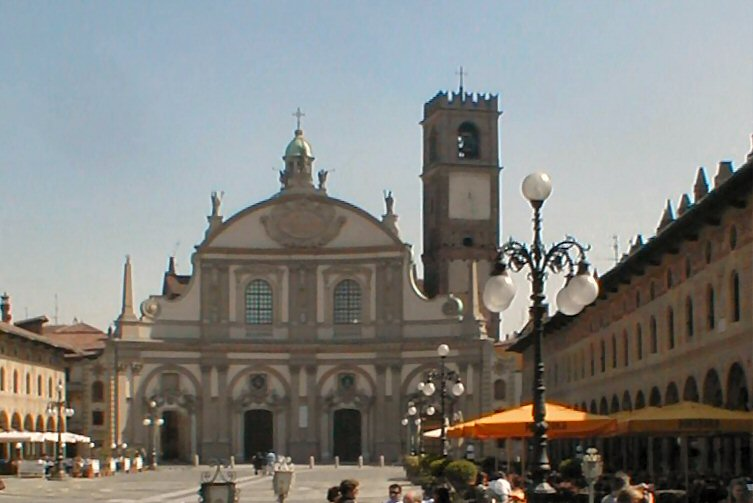
La Piazza Ducale de Vigevano.
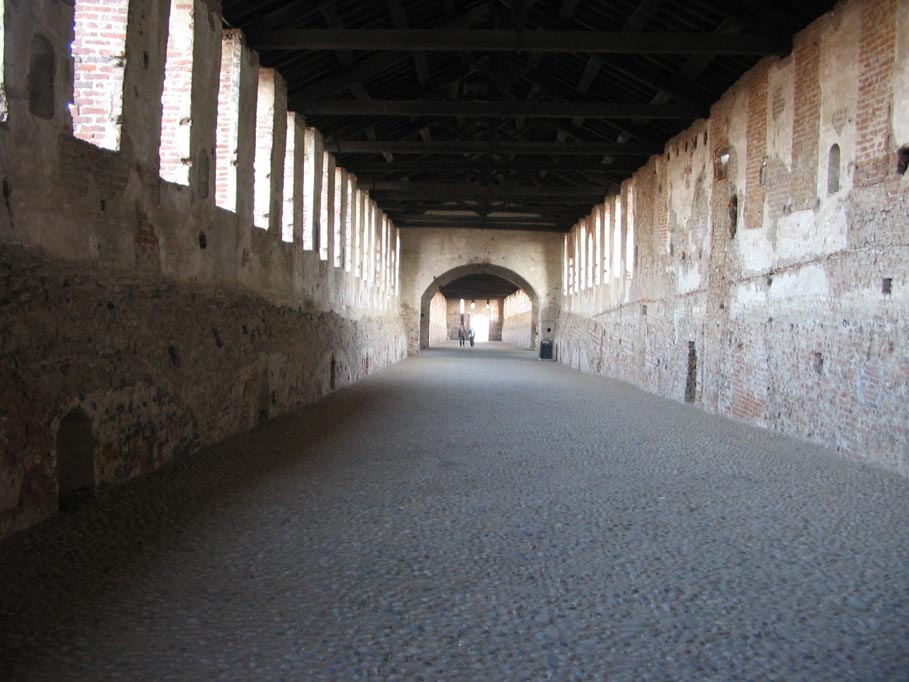
La galerie du château Sforzesco de Vigevano.
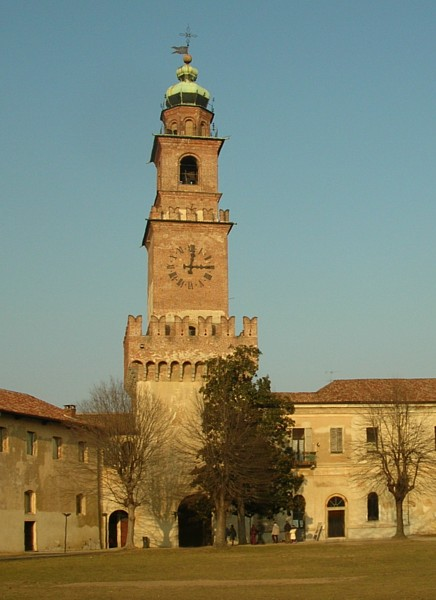
Tour de Bramante, château Sforzesco de Vigevano.
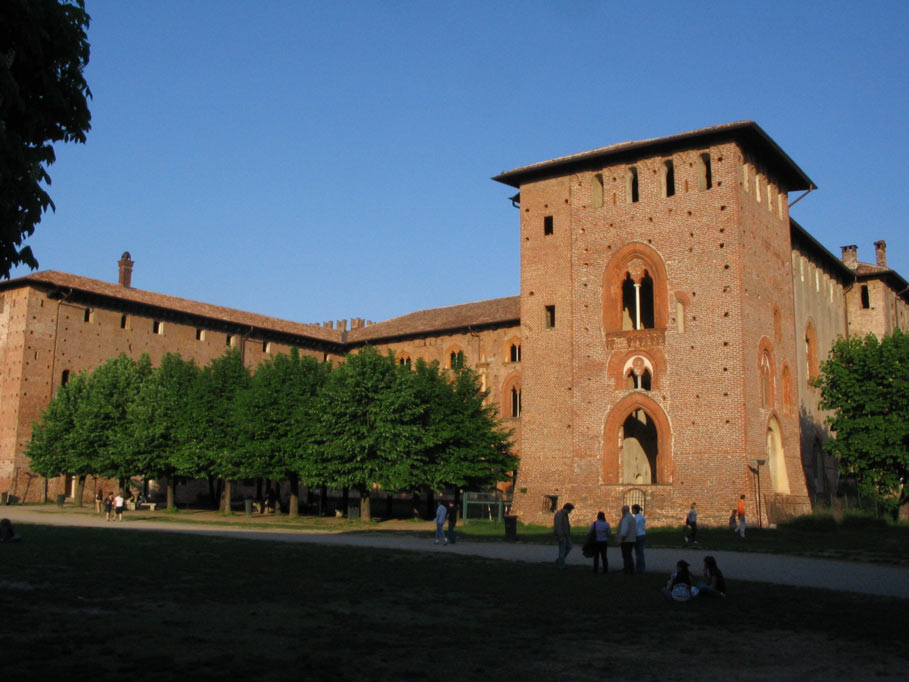
Patio du château Sforzesco.
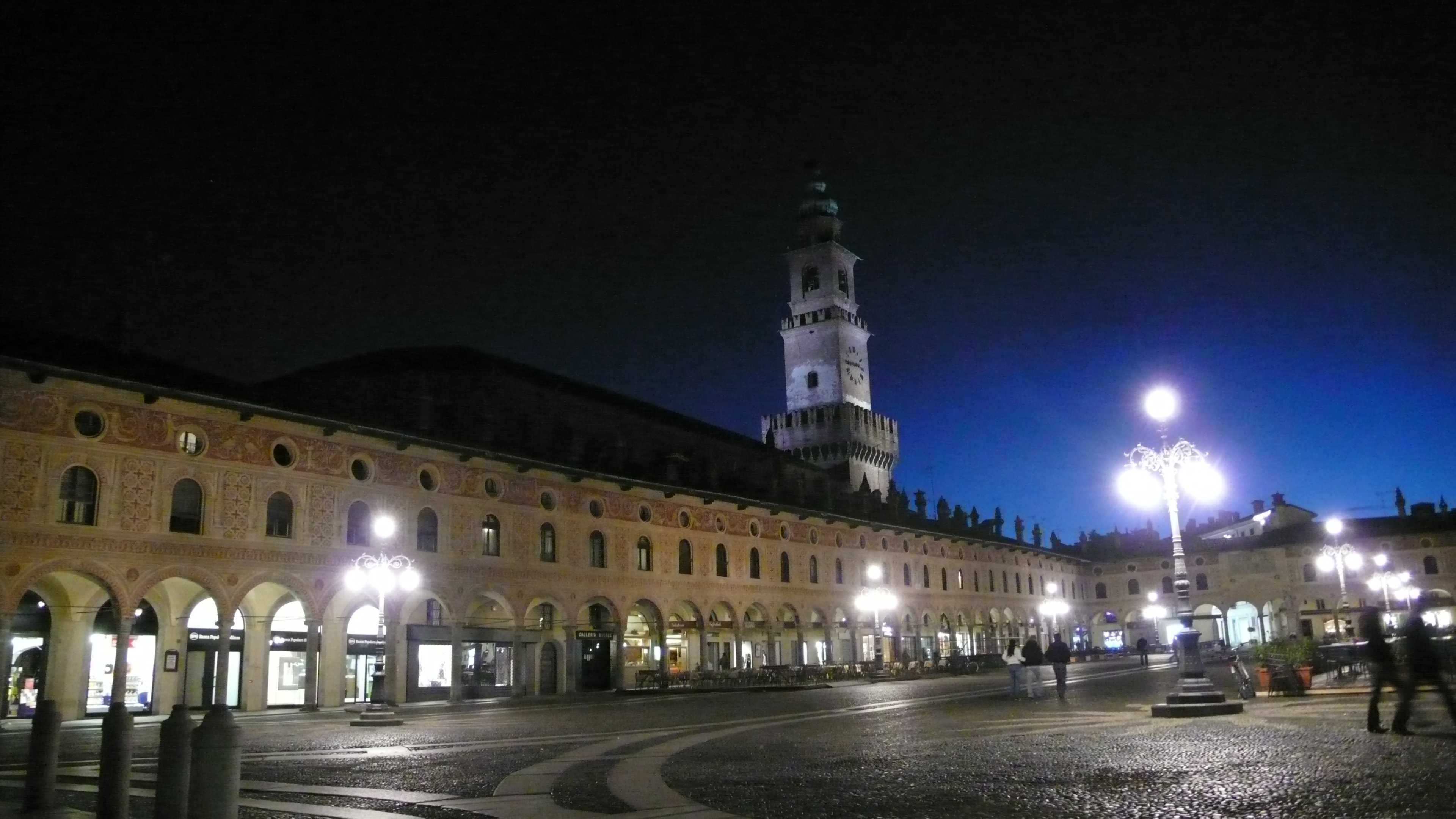
Vue nocturne de la Piazza Ducale.
Eglise de la Madonna di Pompei.